# Agirtídeos
Agirtídeos (Agyrtidae) é uma pequena família de coleópteros da subordem Polyphaga. São encontrados em regiões temperadas do Hemisfério Norte e na Nova Zelândia. Sua alimentação consiste de material orgânico em decomposição.

## Características
Os membros desta família são de tamanho pequeno a médio, com comprimentos de 4 a 14 milímetros. Possuem habitualmente corpo oval, mas os membros da subfamília Pterolomatinae são superficialmente similares aos coleópteros da família Carabidae. Possuem um abdómen com cinco partes ventrais visíveis, endurecidas. As asas traseiras possuem um lóbulo anal mas não possuem dobra radial.

## Sistemática
Actualmente (2010), cerca de 60 espécies são conhecidas. A família está subdividida em 3 subfamílias:
- Necrophilinae
  - Zeanecrophilus
  - Necrophilus
- Agyrtinae
  - Agyrtes
  - Ecanus
  - Ipelates
  - Lyrosoma
- Pterolomatinae
  - Apteroloma
  - Pteroloma

Até recentemente, as espécies desta família tinham sido incluídas na família Silphidae (como tribos Lyrosomatini e Agyrtini), mas agora são consideradas mais próximas à família Leiodidae.